# Hepsetidae
Famille
Hepsetidae forment une famille de poissons d'eau douce appartenant à l'ordre des Characiformes. Cette famille est mono-typique et ne contient donc qu'un seul genre de poisson.

## Liste des genres
Selon FishBase (25 juin 2015):
- genre Hepsetus Swainson, 1838

## Galerie

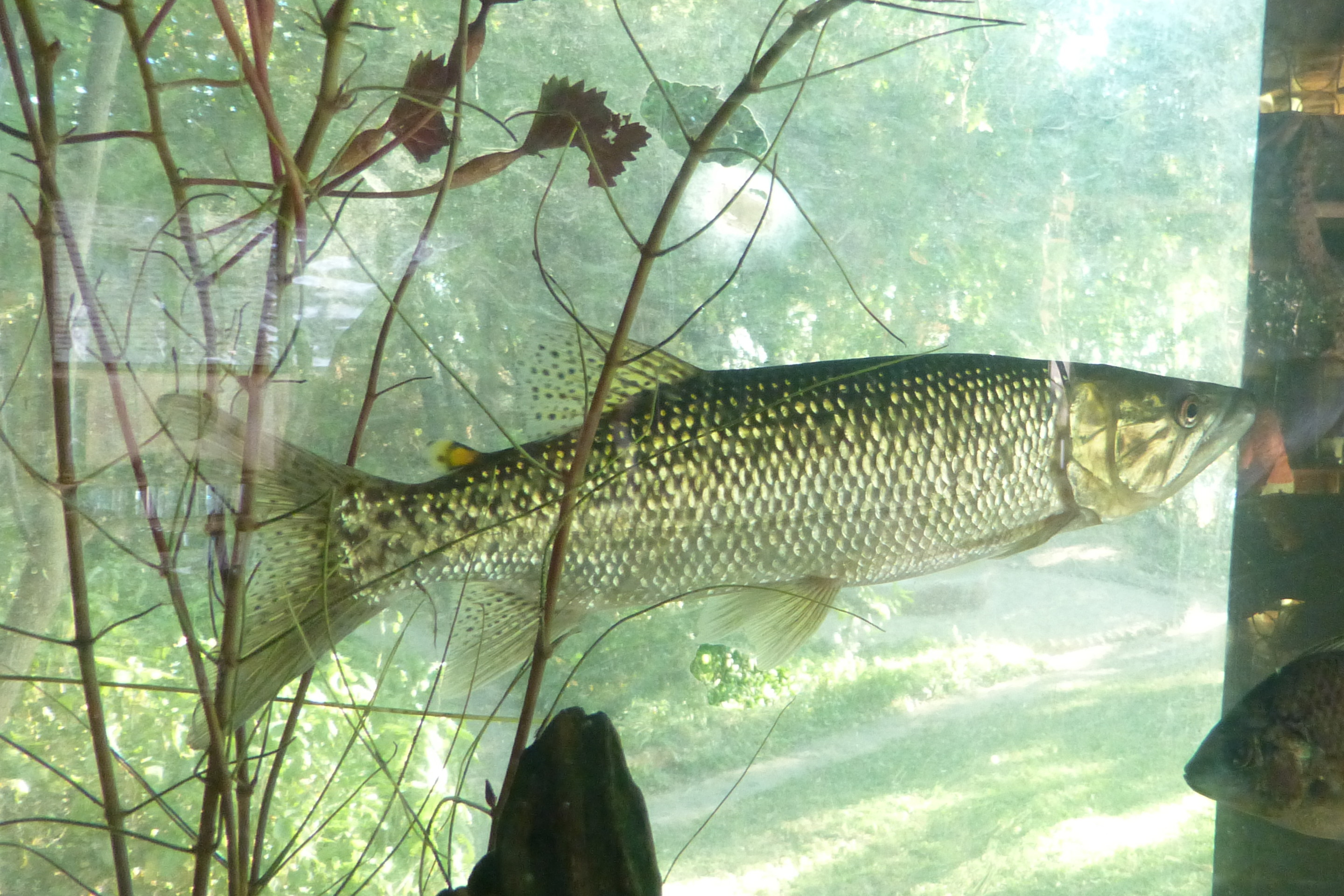
Hepsetus cuvieri
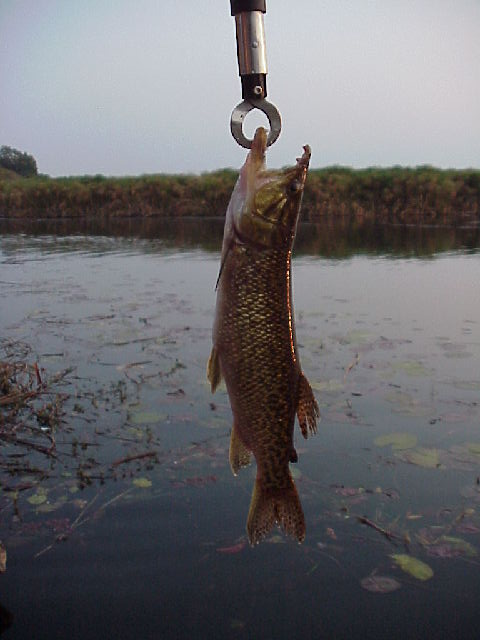
Hepsetus odoe